# Saint-Eugène (L'Islet)
Pour les articles homonymes, voir Saint-Eugène.

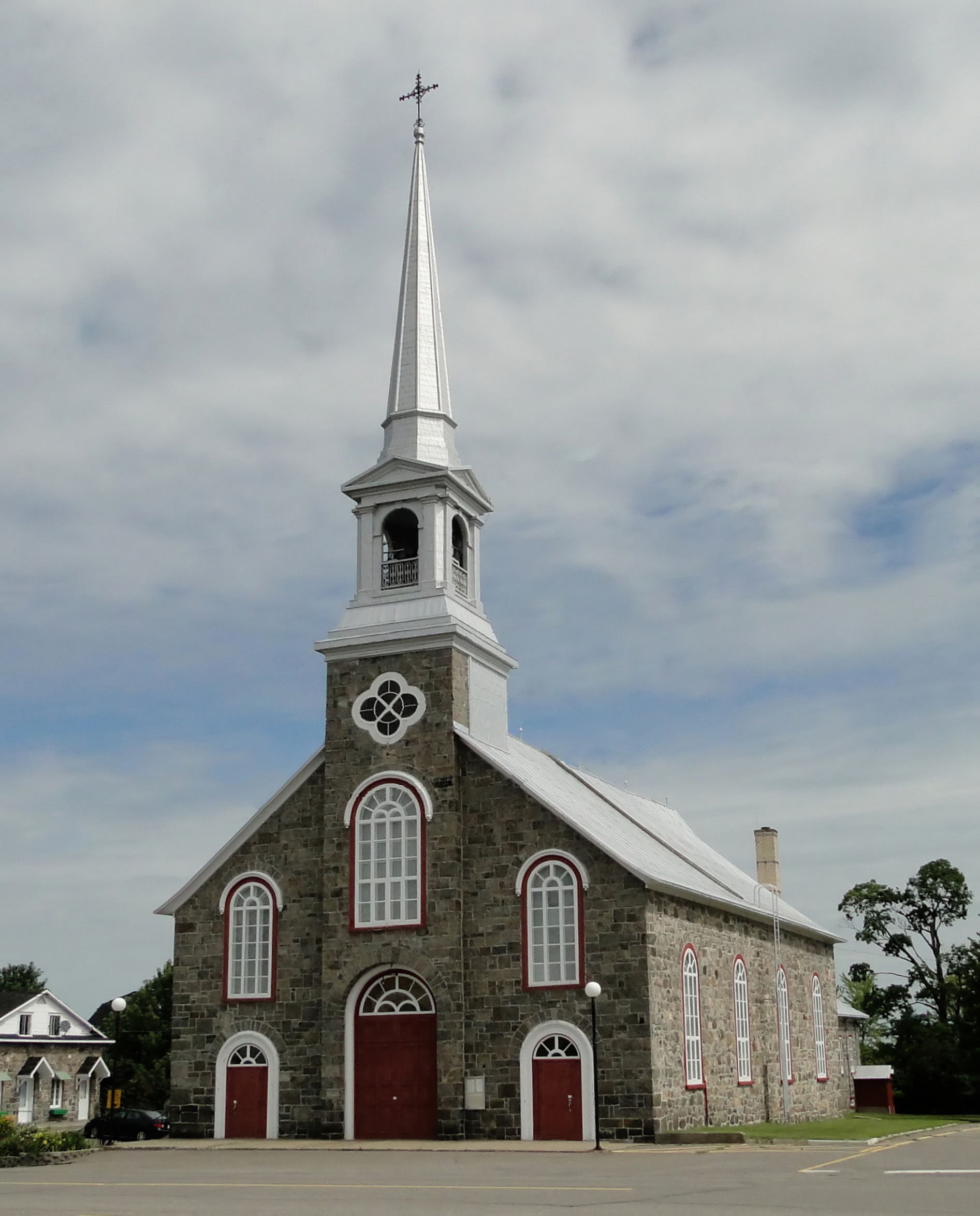
Église Saint-Eugène

Saint-Eugène est une ancienne municipalité du Québec (Canada). Cette municipalité fait aujourd’hui partie de la municipalité de L'Islet. Aujourd'hui, on utilise souvent le nom de Saint-Eugène pour désigner la partie de la municipalité de L'Islet qui se trouve sur l’ancienne municipalité de Saint-Eugène. Elle est nommée en l'honneur de l'évêque Eugène de Carthage et du seigneur Olivier-Eugène Casgrain.

## Histoire
En 1855, peu de temps après l'abolition du régime seigneurial au Québec, la municipalité de Notre-Dame-de-Bonsecours se constitue sur les territoires des anciennes seigneuries de L'Islet-Saint-Jean et de Bonsecours.
En 1868, la municipalité de Saint-Eugène se constitue sur les terres de la municipalité de Notre-Dame-de-Bonsecours ;
En 1981, une partie du territoire de Notre-Dame-de-Bonsecours est annexée à Saint-Eugène.
Le 1er janvier 2000, Saint-Eugène fusionne avec deux autres municipalités issues de la municipalité originale de Notre-Dame-de-Bonsecours, L'Islet-sur-Mer et L'Islet, pour constituer l'actuelle municipalité de L'Islet. La municipalité de L’Islet couvre à peu près le même territoire que la municipalité originale de Notre-Dame-de-Bonsecours.

## Administration
| Période                                  | Période | Identité          | Étiquette | Qualité |
| ---------------------------------------- | ------- | ----------------- | --------- | ------- |
| 1876                                     | 1877    | Amable St-Pierre  |           |         |
| 1877                                     | 1879    | David Normand     |           |         |
| 1879                                     | 1880    | Edmond Caron      |           |         |
| 1880                                     | 1883    | Édouard Caron     |           |         |
| 1883                                     | 1885    | David Fournier    |           |         |
| 1885                                     | 1886    | Théodule Cloutier |           |         |
| 1886                                     | 1887    | Pierre Normand    |           |         |
| 1887                                     | 1888    | Philippe Gagné    |           |         |
| 1888                                     | 1889    | Hubert Fortin     |           |         |
| 1889                                     | 1892    | Amédée Kirouac    |           |         |
| 1892                                     | 1898    | Alfred Normand    |           |         |
| 1898                                     | 1900    | Joseph Tondreau   |           |         |
| 1900                                     | 1902    | Amédée Kirouac    |           |         |
| 1902                                     | 1903    | William Thibault  |           |         |
| 1903                                     | 1905    | Amédée Kirouac    |           |         |
| 1905                                     | 1906    | Cyrille Bernier   |           |         |
| 1906                                     | 1907    | Cyrille Chénard   |           |         |
| 1907                                     | 1908    | William Thibault  |           |         |
| 1908                                     | 1909    | André Bernier     |           |         |
| 1909                                     | 1912    | Alfred Bélanger   |           |         |
| 1912                                     | 1919    | Amédée Kirouac    |           |         |
| 1919                                     | 1927    | Joseph Pelletier  |           |         |
| 1927                                     | 1929    | Amédée Gagnon     |           |         |
| 1929                                     | 1935    | Edmond Théberge   |           |         |
| 1935                                     | 1951    | Lauréat Thibault  |           |         |
| 1951                                     | 1953    | Xavier Caron      |           |         |
| 1953                                     | 1965    | Lauréat Gagnon    |           |         |
| 1965                                     | 1975    | Gérard Gagné      |           |         |
| 1975                                     | 1977    | Fernand Thibault  |           |         |
| 1977                                     | 1979    | Alphonse Caron    |           |         |
| 1979                                     | 1989    | Gérard Thibault   |           |         |
| 1989                                     | 1993    | Gérald Kirouac    |           |         |
| 1993                                     | 1997    | Laurent Caron     |           |         |
| 1997                                     | 2000    | Jacques Bernier   |           |         |
| Les données manquantes sont à compléter. |         |                   |           |         |

## Personnalités
- Lucie Vallée (née en 1954), chanteuse québécoise

## Source
- La section historique du site de la municipalité de L'Islet